# کریس ماهونی (ورزشکار)
کریس ماهونی (انگلیسی: Chris Mahoney; ۲ ژانویهٔ ۱۹۵۹ – ) قایقران روئینگ اهل بریتانیا بود.
وی در مسابقات کشوری و بین‌المللی در مجموع برندهٔ ۲ مدال نقره شده‌است.